# Elaeocarpus subserratus
Elaeocarpus subserratus är en tvåhjärtbladig växtart som beskrevs av John Gilbert Baker. Elaeocarpus subserratus ingår i släktet Elaeocarpus och familjen Elaeocarpaceae. Inga underarter finns listade i Catalogue of Life.